# Eutartessus cantrelli
Eutartessus cantrelli är en insektsart som beskrevs av Evans 1981. Eutartessus cantrelli ingår i släktet Eutartessus och familjen dvärgstritar. Inga underarter finns listade i Catalogue of Life.